# 1972 Голяма награда на Канада
1972 Голяма награда на Канада е 6-о за Голямата награда на Канада и единадесети кръг от сезон 1972 във Формула 1, провежда се на 24 септември 1972 година на пистата Моспорт, Боуманвил в Канада.

## Репортаж
ГП на Канада първоначално е планирано да се състои на пистата Мон Трамблан, но поради проблеми с промоуторите, кръгът е преместен на Моспорт като главен спонсор е канадската бирена компания Лабат. Макар титлата при пилотите да е решена в полза на Емерсон Фитипалди, интересът е голям за последните две състезания.
Лотус освободиха Дейв Уокър за това състезание след разочароващ сезон, в който Емерсон доминира като за следващия сезон на мястото на австралиеца е привлечен пилота от Марч, Рони Петерсон. Отборът от Хетхел вместо това реши да използват услугите си на Райн Визел за последните две състезания. Ферари отново са без Марио Андрети и италианеца Артуро Мерцарио е повикан за това състезание. Жан-Пиер Белтоаз отново е назначен да кара новия БРМ P180, докато Питър Гетин и Хоудън Гънли са със старите P160B. Британският отбор, обаче реши да дадат шанс на канадския пилот Бил Брак да кара втория P180, редом с Белтоаз. Съртис са без техния създател и Майк Хейлууд, които са в Алби във важно състезание за Формула 2, и отборът е представен от Тим Шенкен и Андреа де Адамич. Американецът Скип Барбър е със стария „Марч“ от предната година, а Текно са с Дерек Бел.

### Квалификация
Питър Ревсън поднесе голямата изненада в квалификациите като постигна най-добро време с три десети по-добро от втория Дени Хълм, правейки деня за Макларън още по-добър. Петерсон показа добро темпо и се нареди след белите болиди на трето място пред Фитипалди и Стюарт. Франсоа Север, който му е даден новия болид какъвто кара Стюарт, е отново във форма с шести резултат пред Регацони, Джаки Икс, Карлос Ройтеман и Крис Еймън. В последния момент Ферари освободи Мерцарио за това състезание.

### Състезание
Състезанието в Моспорт през 1971 е прекъснато заради мъгла като същия сценарии може да застраши отново. След като пилотите бяха изпратени да направят загрявъчна обиколка мъглата се вдигна. Състезанието започна без Бел, който унищожи своето Текно, а Петерсон изпревари двата Макларън-а, за да излезе начело. Стюарт е след шведа следван от Ревсън, Икс, Фитипалди, Регацони, Еймън и Ройтеман. Север загуби няколко позиции след завъртане, докато де Адамич стана първия отпаднал с повреда по скоростната кутия, следван от Брабам-а на Уилсън Фитипалди със същия проблем.
В края на първата обиколка, преднината на Петерсон е три секунди пред Тирел-а на Стюарт, който е на почти още повече пред останалите. Две обиколки по-късно, няма и помен от преднината и Стюарт изпревари Марч-а в четвъртата обиколка, докато Икс води влакът от шест болида включващ още Ревсън, Фитипалди, Регацони, Еймън и Ройтеман. Хълм се приближи до групата, след като направи бавен старт, а Шенкен води следващата група пилоти.
След преполовяването на една-четвърт от състезанието Стюарт има комфортната преднина от 15 секунди пред Петерсон, връщайки се във формата която е през миналия сезон. Ревсън успя да мине пред Икс, както и Фитипалди три обиколки по-късно. Хълм намира аржентинеца Ройтеман труден за изпреварване, което го ядоса дори след като изпревариха Матра-та на Еймън, който намали скоростта заради счупен ауспух, което даде шанс на Север да се доближи до новозеландеца. Брак се вряза в мрежовите огради, след като загуби контрол върху новия БРМ, а съотборника Гетин го последва с разрушено окачване.
След 40 обиколки Стюарт водеи пред Петерсон с почти 20 секунди, докато Ревсън се бори с Лотус-а на Фитипалди, а Икс спря в бокса за смяна на гуми, оставейки Регацони на пето място пред Ройтеман и разгневения Хълм. Еймън продължи въпреки проблемите, докато Север е при своите механици за промяна при спирачките, преди скоростната кутия да го предаде в 51-вата обиколка. Следващият пострадал се оказа Петерсон, който при опита си да затвори с обиколка Греъм Хил, двамата се удариха като Марч-а е изпратен в тревата. Шведът се върна на трасето, но не и без помощта на маршалите, заради което е дисквалифициран. Съотборникът му Ники Лауда е сполучен от същата ситуация, три обиколки по-късно. С отпадането на Петерсон, битката между Ревсън и Фитипалди вече е за второто място, преди да спре в бокса заради счупен преден нос, което го прати на 12-а позиция. Другия Лотус на Райн Визел отпадна с проблем в двигателя.
Големи промени не настъпиха за разлика от Регацони, който се свлече от трето на пето място, давайки право на Хълм да заеме мястото даващо подиум. Стюарт завърши състезанието на почти 50 секунди от преследвачите си, печелейки също и награда от £25 500. Ройтеман завърши четвърти след като остана без гориво, но въпреки това с първи точки, пред Регацони и Еймън. Скип Барбър остана некласиран, след като е на почти 56 обиколки от финала заради проблеми с неговия Марч, а Майк Бютлър остана на 21 от финала.

## Класиране
| Поз | No | Пилот             | Конструктор   | Обиколки | Време/Отпадане         | Място | Точки |
| --- | -- | ----------------- | ------------- | -------- | ---------------------- | ----- | ----- |
| 1   | 1  | Джеки Стюарт      | Тирел-Форд    | 80       | 1:43:17.1              | 5     | 9     |
| 2   | 19 | Питър Ревсън      | Макларън-Форд | 80       | + 48.2                 | 1     | 6     |
| 3   | 18 | Дени Хълм         | Макларън-Форд | 80       | + 54.6                 | 2     | 4     |
| 4   | 8  | Карлос Ройтеман   | Брабам-Форд   | 80       | + 1:00.7               | 9     | 3     |
| 5   | 11 | Клей Регацони     | Ферари        | 80       | + 1:07.0               | 7     | 2     |
| 6   | 4  | Крис Еймън        | Матра         | 79       | + 1 Об.                | 10    | 1     |
| 7   | 22 | Тим Шенкен        | Съртис-Форд   | 79       | + 1 Об.                | 13    |       |
| 8   | 7  | Греъм Хил         | Брабам-Форд   | 79       | + 1 Об.                | 17    |       |
| 9   | 29 | Карлос Паче       | Марч-Форд     | 78       | Без гориво             | 18    |       |
| 10  | 15 | Хоудън Гънли      | БРМ           | 78       | + 2 Об.                | 14    |       |
| 11  | 5  | Емерсон Фитипалди | Лотус-Форд    | 78       | + 2 Об.                | 4     |       |
| 12  | 10 | Джеки Икс         | Ферари        | 76       | + 4 Об.                | 8     |       |
| 13  | 28 | Анри Пескароло    | Марч-Форд     | 73       | + 7 Об.                | 21    |       |
| Отп | 6  | Райн Визел        | Лотус-Форд    | 65       | Двигател               | 16    |       |
| ДКФ | 26 | Ники Лауда        | Марч-Форд     | 64       | Външна помощ           | 19    |       |
| ДКФ | 25 | Рони Петерсон     | Марч-Форд     | 61       | Фал-старт след сблъсък | 3     |       |
| НКл | 27 | Майк Бютлър       | Марч-Форд     | 59       | Не е класиран          | 24    |       |
| Отп | 2  | Франсоа Север     | Тирел-Форд    | 51       | Ск.кутия               | 6     |       |
| Отп | 16 | Питър Гетин       | БРМ           | 25       | Окачване               | 12    |       |
| НКл | 33 | Скип Барбър       | Марч-Форд     | 24       | Не е класиран          | 22    |       |
| Отп | 14 | Жан-Пиер Белтоаз  | БРМ           | 21       | Теч-масло              | 20    |       |
| Отп | 17 | Бил Брак          | БРМ           | 20       | Завъртане              | 23    |       |
| Отп | 9  | Уилсън Фитипалди  | Брабам-Форд   | 5        | Ск.кутия               | 11    |       |
| Отп | 23 | Андреа де Адамич  | Съртис-Форд   | 2        | Ск.кутия               | 15    |       |

## Класиране след състезанието
| Поз | Пилот             | Точки |
| --- | ----------------- | ----- |
| 1   | Емерсон Фитипалди | 61    |
| 2   | Джеки Стюарт      | 36    |
| 3   | Денис Хълм        | 35    |
| 4   | Джаки Икс         | 25    |
| 5   | Питър Ревсън      | 23    |
| 6   | Клей Регацони     | 15    |
| 7   | Майк Хейлууд      | 13    |
| 8   | Крис Еймън        | 12    |

| Поз | Конструктор   | Точки |
| --- | ------------- | ----- |
| 1   | Лотус-Форд    | 61    |
| 2   | Макларън-Форд | 45    |
| 3   | Тирел-Форд    | 42    |
| 4   | Ферари        | 31    |
| 5   | Съртис-Форд   | 18    |
| 6   | БРМ           | 14    |
| 7   | Марч-Форд     | 12    |
| 8   | Матра         | 12    |